# Sân vận động quốc gia FLC Việt Nam
|  | Đây không phải một bài bách khoa: Nó là một trang làm việc của một người dùng cá nhân và có thể không đầy đủ và/hoặc không đáng tin cậy. Phiên bản hiện tại/cuối cùng của bài này có thể ở Sân vận động quốc gia FLC Việt Nam hiện giờ hoặc trong tương lai. Bản nháp này được sửa lần cuối 2 năm trước. Hoàn thành? Di chuyển trang này. |

Bài viết mới Sân vận quốc gia Việt Nam - FLC